# Isogenoides hansoni
Isogenoides hansoni és una espècie d'insecte plecòpter pertanyent a la família dels perlòdids.

## Descripció
- La nimfa és de color negre.[7]

## Hàbitat
En el seu estadi immadur és aquàtic i viu a l'aigua dolça, mentre que com a adult és terrestre i volador.

## Distribució geogràfica
Es troba a Nord-amèrica: el Canadà (Nova Brunswick, Nova Escòcia i el Quebec) i els Estats Units (Connecticut, Massachusetts, Tennessee, Vermont, Maryland, Maine, Carolina del Nord, Nova York, Pennsilvània, Virgínia i Virgínia Occidental).